# ميخوط شفاف
ميخوط شفاف (الاسم العلمي:Myxobolus diaphanus) هو نوع من المواخط يتبع جنس الميخوط من الفصيلة الميخوطية.